# Rosa (série télévisée, 1975)
Rosa est un téléroman québécois en treize épisodes de 25 minutes diffusé entre le 2 juin et le 25 août 1975 à la Télévision de Radio-Canada.

## Fiche technique
- Scénariste : Roger Garand
- Réalisation : Louis Bédard
- Société de production : Société Radio-Canada

## Distribution
- Denise Filiatrault : Rosa
- Yvan Canuel : Victor
- Denis Drouin : Donald
- Roger Garand : Ernest Métatarse
- Marcel Gauthier : David Temporale
- Benoît Girard : M. Wishbone
- Pascale Guilbault : Odessa
- Ernest Guimond : Oswald
- Guy L'Écuyer : Joseph
- Marc Legault : Marleau
- Rachel Lortie : Mme Clavicule
- Béatrice Picard : Eulalie
- Denise Proulx : Fernande
- Anne-Marie Provencher : Ange-Aimé Phalangette
- Louise Rémy : Églantine
- François Tassé : Alfred